# Kružno
Kružno (hongrois : Kruzsnó) est un village de Slovaquie situé dans la région de Banská Bystrica.

## Histoire
La première mention écrite du village date de 1922.

## Démographie

### Évolution de la population
| Année:               | 1994. | 2004.   | 2014.   | 2024.   |
| -------------------- | ----- | ------- | ------- | ------- |
| Nombre de personnes: | 323   | 352     | 366     | 360     |
| Différence:          |       | +8,97 % | +3,97 % | -1,63 % |

| Année:               | 2023. | 2024.   |
| -------------------- | ----- | ------- |
| Nombre de personnes: | 359   | 360     |
| Différence:          |       | +0,27 % |